# پادشاه شی ژو
پادشاه شی از ژو (به چینی: 周僖王) با نام شخصی جی هوچی (به چینی: 姬胡齊)؛ شانزدهمین پادشاه دودمان ژو و چهارمین پادشاه ژو خاوری بود. او جانشین پدرش پادشاه ژوآنگ ژو بود و از ۶۸۱ تا ۶۷۷ پ. م سلطنت کرد. پس از او پسرش پادشاه هوی ژو به سلطنت رسید.
در زمان او چین به ایالت‌های زیادی تجزیه شده بود که فقط اسماً تابع پادشاه بودند؛ پادشاه شی ژو دیگر حتی قدرتمندترین شخصیت چین نبود (حاکم هوآن از ایالت چی بود).

## خانواده
پسران
- شاهزاده لانگ (王子閬؛ مرگ ۶۵۲ پ. م)؛ پادشاه هوی ژو
- شاهزاده هو (王子虎؛ مرگ ۶۲۴ پ. م)؛ حاکم ون وانگشو (王叔文公)